# دادسرای فرهنگ و رسانه
دادسرای فرهنگ و رسانه یکی از دادسراهای تخصصی در نظام قضایی جمهوری اسلامی ایران است که به تحقیق و تعقیب در «حوزهٔ فرهنگ و جرایم مربوط به آن» می‌پردازد. این دادسرا در ماه بهمن سال ۱۳۸۹ تأسیس شد. به گفتهٔ عباس جعفری دولت‌آبادی، حوزهٔ فعالیت‌های دادسرای فرهنگ و رسانه در ده محور «میراث فرهنگی، چاپ و ادبیات هنری، هنرهای اجرایی، هنرهای تجسمی، سینما، رادیو، تلویزیون، طبیعت و مسائل مربوط به محیط‌زیست» است. عمدهٔ جرایم مطرح‌شده در این دادسرا جنبهٔ عمومی دارند و و با ارجاع دادستان تهران و تعیین شعبهٔ بدون شاکی خصوصی اعلام جرم انجام می‌شود.
مقر این دادسرا در میدان ۱۵ خرداد تهران و طبقه فرهنگ ساختمان مرکزی دادسرای عمومی و انقلاب تهران قرار دارد. .